# Río Hudson
El río Hudson (en inglés: Hudson River) es un río estadounidense de la vertiente atlántica, alrededor de 507 km de longitud, que fluye en dirección sur principalmente por el estado de Nueva York hasta convertirse en un estuario formando, en su último tramo, la frontera entre los estados de Nueva York y de Nueva Jersey.
El 11 de septiembre de 1997 el presidente Bill Clinton designó este río como uno de los catorce que integran el sistema de ríos del patrimonio estadounidense.

## Historia
En abril de 1524, el florentino Giovanni da Verrazzano, en una expedición financiada por los comerciantes florentinos de Lyon y por Francisco I de Francia, navegó hacia el norte por la costa atlántica hasta lo que ahora es el puerto de Nueva York, sin embargo, abandonó el puerto poco después, sin navegar por el río Hudson.
El primer mapa oficializado del mismo fue dibujado poco después, por el explorador portugués de ascendencia africana Esteban Gómez que lo navegó al servicio de España en 1526, dándole el nombre de «río San Antonio».
En 1598, unos hombres holandeses empleados por la Compañía de Greenland pasaron el invierno en la bahía de Nueva York. En 1609, la Compañía Holandesa de las Indias Orientales financió al navegante inglés Henry Hudson en su búsqueda del Paso del Noreste, pero, frustrado por el hielo marino en esa dirección, navegó hacia el oeste a través del Atlántico en busca del Paso del Noroeste. Durante la búsqueda, Hudson navegó aguas arriba por el río que más tarde llevaría su nombre. Luego navegó río arriba hasta un punto cercano a Stuyvesant (Old Kinderhook), y el bote del barco con cinco miembros se aventuró hasta las cercanías de la actual Albany, llegando al final de la navegación.

Posteriormente, los holandeses comenzaron a colonizar la región y establecieron la colonia de Nueva Holanda, que incluía tres importantes puestos de avanzada para el comercio de pieles: Nueva Ámsterdam, Wiltwyck y Fort Orange.  Nueva Ámsterdam se fundó en la desembocadura del río Hudson y más tarde se conocería como la ciudad de Nueva York. Wiltwyck se fundó aproximadamente a la mitad del río Hudson y más tarde se convertiría en Kingston. Fort Orange se fundó en el río al norte de Wiltwyck y más tarde se conocería como Albany.

## Geografía
El nacimiento oficial del río Hudson es el lago Tear of the Clouds (literalmente, 'lágrima de las nubes'), en los montes Adirondacks. Sin embargo, el río que deriva del lago es más bien conocido bajo los nombres de Feldspar Brook y luego río Opalescent, ríos que se incorporan al Hudson al nivel de la ciudad de Tahawus. El río tiene realmente su nacimiento solo unos kilómetros al norte de Tahawus, a la altura del lago Henderson. La confluencia del Hudson y del río Mohawk, su principal afluente, está situada en Troy (en el norte de Albany, la capital del estado de Nueva York), en el sur de Federal Dam (literalmente la presa federal) que hace de confluencia entre Upper Hudson River Valley y el Lower Hudson River Valley. A partir de Troy, el Hudson se ensancha poco a poco, hasta desembocar en el océano Atlántico, entre Manhattan, Staten Island y las costas de Nueva Jersey en la Upper Bay de Nueva York.
Los neerlandeses llamaban antiguamente al Hudson Noort Rivier (río del Norte) por oposición al Delaware, bautizado Zuide Rivier (río del Sur), nombre que todavía se escucha a veces en emisiones de radio. El nombre de Hudson River fue puesto por los ingleses en honor de Henry Hudson, navegante británico que había remontado y explorado el río por cuenta de la Compañía Neerlandesa de las Indias Orientales.
El río Hudson está considerado como un río; sin embargo, el Lower Hudson River Valley es en realidad un estuario marino, dado que la influencia de la marea llega hasta la Federal Dam de Troy. Tendemos así a considerar sin razón al Hudson como uno de los ríos más largos de los Estados Unidos, mientras que geográficamente es de hecho solo un estuario en la mayor parte de su recorrido. Este fenómeno explica el nombre mohicano del río, Muh-he-kun-ne-tuk, lo que significa «el río que remonta las dos orillas».
Sus fuertes mareas hacen que partes del puerto de Nueva York sean difíciles y peligrosas para la navegación; durante el invierno, bloques de hielo flotan por el curso del río, de norte a sur o de sur a norte, dependiendo de las mareas. El caudal aproximado del río es del orden de 425 m³/s a la altura de Troy, mientras que alcanza los 606 m³/s a la altura de Nueva York.
Al río Hudson se le llama a veces el "río anegado". En efecto, la subida del nivel de las aguas consecutiva a la glaciación de Wisconsin, la glaciación más reciente, arrastró una incursión marina que anegó ciertas llanuras costeras, y trajo agua salada al nivel de la desembocadura del río. El antiguo lecho del río está delimitado muy claramente bajo el océano Atlántico, extendiéndose hasta el borde de la plataforma continental. Al norte, el Hudson está unido al lago Erie por el canal de Erie, que permite un enlace directo entre el océano Atlántico y los Grandes Lagos.

### El Narrows
Narrows es el estrecho marítimo que separa las circunscripciones de Brooklyn y de Staten Island, al nivel de la desembocadura del Hudson. Asegura la conexión entre la parte norte y la parte sur de la bahía de Nueva York (New York Bay), y ha sido considerado desde hace tiempo como el pórtico marítimo de la ciudad, constituyendo a lo largo de la Historia el principal acceso al puerto de la ciudad.
La formación del Narrows se remonta a cerca de seis mil años, en la época de la última glaciación. Antes, las islas de Staten Island y de Long Island estaban unidas, e impedían la desembocadura del Hudson en el océano Atlántico a través del estrecho. El río desembocaba entonces al océano en la bahía de Raritan Bay, situada más al sur que Narrows, siguiendo un trayecto situado más al oeste, en el estado actual de Nueva Jersey, a lo largo de los montañas Watchung.

### Afluentes

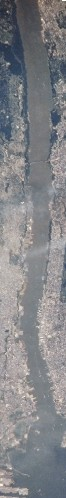
Imagen de la NASA del bajo Hudson.

Los principales afluentes, recogidos de sur a norte por la localización de su desembocadura, son los siguientes:
- Opalescent Brook
- río Cedar
- río  Indian
- río Boreas
- río Schroon
- río Sacandaga
- arroyo Mill
- río Battenkill
- río Hoosic
- río Mohawk
- Normans Kill
- arroyo Catskill
- arroyo Esopus
- arroyo Rondout
- Roeliff-Jansen Kill
- arroyo Crum Elbow
- arroyo Wappingers
- arroyo Fishkill
- arroyo Moodna
- río Croton
- río Pocantico
- arroyo Sparkill
- arroyo de Wicker
- río Saw Mill

## Incidentes

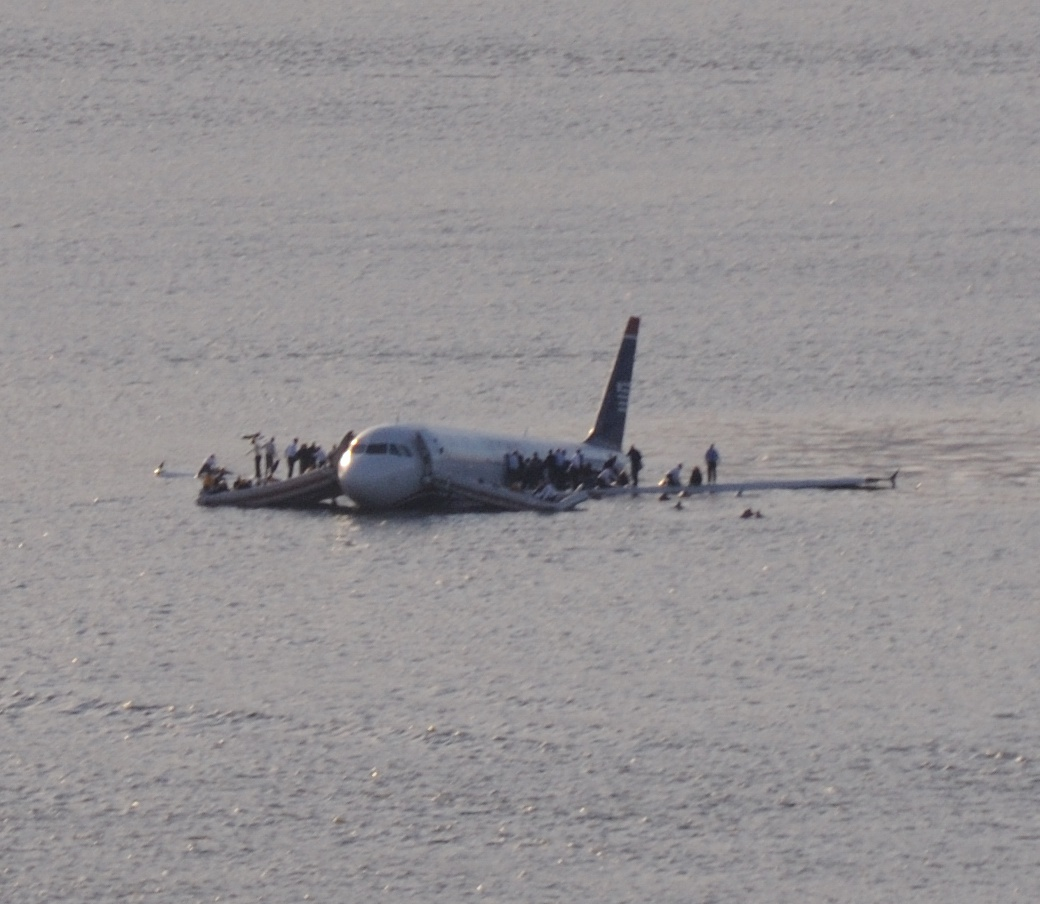
El vuelo 1549 de US Airways flotando en el Hudson.

En el vuelo 1549 de US Airways, el piloto Chesley B. Sullenberger acuatizó con éxito en el río el 15 de enero de 2009. Pocos minutos después de haber despegado del Aeropuerto Internacional de La Guardia, el avión sufrió daños en las turbinas al chocar con unas aves. El avión giró de regreso al aeropuerto y, al ver que no se encontraban a una altura que les permitiera regresar a La Guardia u otros aeropuertos cercanos, decidieron acuatizar en el río. Sorprendentemente, el avión flotó y las 150 personas y los 5 tripulantes sobrevivieron, convirtiéndose en "el amerizaje más exitoso en la historia de la aeronáutica"".